# 唱战记
《唱戰記》（英語：Journey To The Sing & War），是中國湖南衛視於2014年推出的音樂劇情類電視劇，是湖南衛視對歌手選秀十年的致敬之作。2014年1月開機。2014年4月13日開始於湖南衛視逢星期日播出。

## 播出时间

### 首播
| 频道     | 所在地 | 播映日期      | 播出剧场   | 播出时间    | 备注 |
| 湖南卫视 | 中国   | 2014年4月13日 | 青春星期天 | 每周日22:00 |      |

## 故事大纲
一群抱着音乐理想的少年于“明星学院”大赛相遇，在比赛和学习中成长的故事。

## 演員列表
| 演員   | 角色   | 介绍                   |
| 秦嵐   | 洛顏   | 音樂學院教師，當紅明星 |
| 王耀慶 | 西城   | 音樂學院創始人         |
| 歐豪   | 子夜   | 學生                   |
| 付夢妮 | 姚雪琪 | 學生                   |
| 黄義達 | 承戈   | 學生                   |
| 謝彬彬 | 吳缺   | 學生                   |
| 柴碧雲 | 和紫文 | 學生                   |
| 王策   | 古勝天 |                        |

## 宣傳活動
| 播出時間      | 活動           | 出席演員           |
| ------------- | -------------- | ------------------ |
| 2014年5月10日 | 《我们都爱笑》 | 吴昕、欧豪、谢彬彬 |